# 23 Morde – Bereit für die Wahrheit?
23 Morde – Bereit für die Wahrheit? ist eine deutsche Krimi-Fernsehserie, die von August bis September 2019 auf Joyn veröffentlicht wurde.
Sie handelt von einem Verurteilten, der 23 Morde in Berlin gesteht, und von einer BKA-Ermittlerin, die Zweifel an seiner Schuld hegt. Die Protagonisten der Serie werden von Franz Dinda und Shadi Hedayati verkörpert.
Das Konzept zur Serie stammt von Alex Eslam nach einer Idee von Malte Can und Alban Rehnitz.

## Handlung
Der ehemalige wissenschaftliche Assistent in der Asservatenkammer beim BKA-Berlin, Maximilian Rapp, gesteht 23 Morde in Berlin. Doch die BKA-Ermittlerin Tara Schöll hat Zweifel an der Schuld des Verurteilten. Tatsächlich finden sich Beweise dafür, dass Rapp nicht alle Morde begangen haben kann. Unter Geheimhaltung der Öffentlichkeit ermitteln Schöll und ihr Partner Henry Kloss weiter, um den wahren Täter zu fassen. Rapp unterstützt  sie bei weiteren Ermittlungen als Berater, da er durch seine Hochsensibilität kleinste Nuancen wahrnimmt, und fordert auch Schöll heraus, die Fälle, Mörder und Motive aus anderen Blickwinkeln zu betrachten.

## Besetzung

### Hauptbesetzung
| Rolle           | Schauspieler   | Folgen | Bemerkungen                                     |
| --------------- | -------------- | ------ | ----------------------------------------------- |
| Tara Schöll     | Shadi Hedayati | 1–6    | BKA-Ermittlerin, Leiterin der Ermittlungsgruppe |
| Maximilian Rapp | Franz Dinda    | 1–6    | verurteilter Serienmörder, Psychopath           |
| Henry Kloss     | Bernhard Piesk | 1–6    | BKA-Ermittler                                   |

### Nebenbesetzung
| Rolle          | Schauspieler           | Folgen | Bemerkungen                                            |
| -------------- | ---------------------- | ------ | ------------------------------------------------------ |
| Hans Gennan    | Wilfried Hochholdinger | 1–6    | Oberstaatsanwalt von Berlin                            |
| Karl Berndorff | Tim Wilde              | 1–6    | BKA-Ermittler, ehemaliger Leiter der Ermittlungsgruppe |
| Lila Gromberg  | Sinha Melina Gierke    | 1–6    | Kriminaltechnikerin                                    |
| Yasmin Schöll  | Meral Perin            | 1–6    | Mutter von Tara Schöll                                 |
| Jo Weiser      | Lutz Erik Aikele       | 1–4    | Polizist, stirbt in Folge 4                            |
| Frau Wagner    | Anna Böger             | 4–5    | Polizistin                                             |

### Gastauftritte
| Rolle                  | Schauspieler            | Folge | Bemerkungen                      |
| ---------------------- | ----------------------- | ----- | -------------------------------- |
| Nachrichtensprecher    | Heiko Paluschka         | 1–2   | Folge 2 nur Stimme               |
| Pfarrer Schiller       | Peer Jäger              | 1     |                                  |
| Gefängnisdirektor      | Eckehard Hoffmann       | 1     |                                  |
| Frau Birke             | Cristin König           | 1–2   | Mutter eines Opfers              |
| Aaron Schlieper        | Victor Schefé           | 1–2   | Flughafen-Sicherheitsmitarbeiter |
| Sumi Erler             | Yvonne Yung Hee Bormann | 2     | Schwester von Juna               |
| Juna Erler             | Kotti Yun               | 2     | Entführte, Schwester von Sumi    |
| Flughafenmitarbeiterin | Nadine Wrietz           | 2     |                                  |
| Mike Schächter         | Oliver Bröcker          | 3     | Bruder von Steffen               |
| Steffen Schächter      | Tim Forssman            | 3     | Toter, Bruder von Mike           |
| Halil El-Mor           | Samy Abdel Fattah       | 3     | Syrischer Flüchtling             |
| Ärztin                 | Nina Machalz            | 3     |                                  |
| Herr El-Mor            | Husam Chadat            | 3     | Vater von Halil                  |
| Anna Meininger         | Greta Galisch de Palma  | 3     | Anwältin von Halil               |
| Arzt                   | Falk Rockstroh          | 3     |                                  |
| Gregor Kreuzer         | Marko Dyrlich           | 4     | Sicherheitsmitarbeiter           |
| Hans-Joachim Wilke     | Thomas Noffke           | 4     | Todesopfer                       |
| Anna Wittkowski        | Marget Völker           | 4     | Sicherheitsmitarbeiterin         |
| Frau Herzog            | Alexandra Bosshard      | 4     | Bestattungsunternehmerin         |
| Franziska Weiser       | Anna Amalie Blomeyer    | 4     | Ehefrau von Jo Weiser            |
| Tobi Weiser            | Leon Stappenbeck        | 4     | Sohn von Jo Weiser               |
| Herr Sawetzki          | Leonardo Wagner         | 4     | suspendierter BKA-Ermittler      |
| Christian Bohn         | Jan Sosniok             | 5     | Arzt                             |
| Bärbel Bohn            | Antje Schmidt           | 5     | Ehefrau von Christian Bohn       |
| Frau Schneider         | Inez Bjørg David        | 5     | Anwältin von Christian Bohn      |
| Helena Husek           | Ann-Kathrin Czymoch     | 5     | Todesopfer                       |
| Herr Menrad            | Ralf David              | 5     | Polizist                         |
| Dr. Rüther             | Jörg Witte              | 5–6   | Gerichtsmediziner                |
| Robert Schöll          | Oliver Stritzel         | 5–6   | Vater von Tara Schöll            |
| Magdalena Becker       | Marisa Leonie Bach      | 6     | Todesopfer                       |
| Grabsteinmetz          | Reiner-Max Conrad       | 6     |                                  |
| Polizist               | Thomas Querner          | 6     |                                  |

## Produktion und Veröffentlichung
In der Programmpräsentation für die TV-Saison 2015/16 am 7. Juli 2015 gab der Fernsehsender Sat.1 bekannt, dass eine neue Serie mit dem Arbeitstitel 23 Cases in Auftrag gegeben wurde. Vom 18. August bis zum 5. November 2015 wurden unter der Regie von Felix Herzogenrath und Edzard Onneken sechs Folgen unter anderem mit den Hauptdarstellern Shadi Hedayati, Franz Dinda und Bernhard Piesk in Berlin gedreht.
Eine Ausstrahlung wurde zum Frühjahr 2016 angekündigt, jedoch erfolgte dies nicht. Stattdessen wurde während der Programmpräsentation für die TV-Saison 2016/17 am 13. Juli 2016 ein Starttermin für den Frühjahr 2017 in Aussicht gestellt. Jedoch wurde dieser Ausstrahlungstermin ebenfalls nicht eingehalten. Grund hierfür ist, dass die Senderverantwortlichen nicht mehr mit der produzierten Serie zufrieden waren. Sie sei für die Sat.1-Zuschauer zu düster, zu spitz und zu hart. Stattdessen wurde durch den Geschäftsführer der Produktionsfirma H & V Entertainment Mischa Hofmann bekannt gegeben, dass geplant sei, die Miniserie unter dem Titel 23 als Zweiteiler mit jeweils 100 Minuten im Herbst 2017 auf Sat.1 auszustrahlen.
Nach fast genau vier Jahren seit der Serienankündigung gab die neue Streaming-Plattform Joyn am 10. Juli 2019 bekannt, dass sie die Krimiserie unter dem Titel 23 Morde ab dem 19. August 2019 veröffentlichen wird. Am 19. August wurden die zwei ersten Folgen veröffentlicht. Wöchentlich folgte bis zum 16. September 2019 eine weitere Folge.
Vom 23. August bis zum 6. September 2019 zeigte der österreichische Fernsehsender ORF 1 die Serie wöchentlich in der Nacht von Donnerstag auf Freitag ab Mitternacht. Eine Ausstrahlung im deutschen Fernsehen ist nicht geplant.

## Episodenliste
Die Erstveröffentlichung der ersten drei Episoden erfolgte am 19. und 26. August 2019 auf Joyn. Die weiteren Episoden in Erstausstrahlung zeigte der österreichische Fernsehsender ORF 1 vom 30. August bis zum 6. September 2019.
| Nr. | Originaltitel | Erstveröffentlichung (D/A) | Regie              | Drehbuch                                  |
| --- | ------------- | -------------------------- | ------------------ | ----------------------------------------- |
| 1   | Hammer        | 19. Aug. 2019              | Felix Herzogenrath | Birgit Maiwald, Sven S. Poser, Alex Eslam |
| 2   | Tank          | 19. Aug. 2019              | Felix Herzogenrath | Birgit Maiwald, Sven S. Poser, Alex Eslam |
| 3   | Messer        | 26. Aug. 2019              | Felix Herzogenrath | Markus Hoffmann, Uwe Kossmann             |
| 4   | Gift          | 30. Aug. 2019              | Edzard Onneken     | John-Hendrik Karsten                      |
| 5   | Mörser        | 6. Sep. 2019               | Edzard Onneken     | Sven Böttcher, Annika Tepelmann           |
| 6   | Feuer         | 6. Sep. 2019               | Edzard Onneken     | Johannes Lackner                          |

## Internationale Vermarktung und Veröffentlichung
Das Unternehmen Red Arrow Studios ist über ihre Tochtergesellschaft Red Arrow International für die Vermarktung der Fernsehserie im Ausland unter dem Titel „23 Cases“ zuständig. Unter anderem wurde die Serie im September 2020 in Großbritannien über Astra2 auf More4 in deutscher Sprache mit englischen Untertiteln ausgestrahlt.